# Konoe Tsunetada
Konoe Tsunetada (近衛 経忠?   1302-21 de septiembre de 1352) fue un kugyō (cortesano japonés de alta categoría) que vivió a finales de la era Kamakura y comienzos de la era Nanbokucho. Fue miembro de la familia Konoe (derivada del clan Fujiwara) y fue hijo del regente Konoe Iehira.

## Biografía
Ingresó a la corte imperial en 1313 con el rango shōgoi inferior, siendo ascendido en 1314 a los rangos jushii inferior, superior y saltó al rango jusanmi. En 1316 ascendió al rango shōsanmi y fue nombrado gonchūnagon; al año siguiente fue ascendido a gondainagon, en 1318 fue promovido al rango junii y en 1319 al rango shōnii.
Fue designado udaijin en 1324 y en 1326 se convirtió en tutor del príncipe imperial Kazuhito (futuro Emperador Kōgon de la Corte del Norte). En 1330 se convirtió en kanpaku (regente) del Emperador Go-Daigo, en nairan (revisor de documentos imperiales), en líder del clan Fujiwara y sería ascendido al rango juiichi; sin embargo, poco después renunciaría a todos los cargos administrativos excepto el de nairan como una forma de protesta por el intento del Emperador Go-Daigo en aumentar la influencia política de las cinco familias regentes por igual.
No obstante tras el derrocamiento del Emperador Kōgon y el establecimiento de la Restauración Kenmu por el Emperador Go-Daigo, es nombrado nuevamente udaijin en 1333, aunque ejerció el cargo por un mes. En 1334 nuevamente es nombrado udaijin, nairan y líder del clan Fujiwara pero renunció poco después. Hacia el 1335 fue nombrado sadaijin y volvería a ser nombrado líder del clan Fujiwara.
Con la entrada del shogun Ashikaga Takauji a Kioto, que desecandenó el fin de la restauración y la división de la corte imperial, Tsunetada juró lealtad a la Corte del Norte, convirtiéndose en kanpaku del nuevo Emperador Komyō en 1336. Empero, el exiliado Emperador Go-Daigo quien salió huyendo de Kioto, se reorganizó en la localidad de Yoshino y se conformó la Corte del Sur. Tsunetada tomó la decisión de huir de Kioto en 1337 y unirse a la Corte del Sur, que fue considerado un acto de traición para la Corte del Norte.
En ese mismo año fue nombrado sadaijin, sin embargo, renunció en 1341 y regresó a Kioto, teniendo una fría bienvenida y jamás volvió a ser asignado a puestos administrativos de relevancia. Sus últimos esfuerzos fueron en la búsqueda de la reconciliación de ambas cortes, pero fue obstaculizado por el asesor imperial de la Corte del Sur Kitakabe Chikafusa, quien propulsaba la solución militar.
Un día antes de morir, se convirtió en monje budista (shukke), y fallecería a causa de un edema. Tuvo como hijo a Konoe Tsuneie.
Como poeta, tres poemas waka fueron incluidos en la antología poética Chokusen Wakashū.